# Cinematronics
Cinematronics war ein innovativer US-amerikanischer Publisher von Arcade-Spielen. Bekannt ist das Unternehmen insbesondere durch das erste bekannte Laserdisc-Spiel Dragon’s Lair (1983). 1977 wurde mit Space Wars das erste Arcade-Spiel mit Vektorgrafik entwickelt. Lange Zeit wurde an der schnelleren, aber bald überholten Schwarz/Weiß-Technologie festgehalten. Mit Warrior (1979) wurde auch das allererste Kampfspiel für zwei Personen veröffentlicht.

## Geschichte
1975 wurde Cinematronics Inc. von Jim Pearce, Dennis Parte und Gary Garrison in El Cajon, Kalifornien (USA) gegründet. Die ersten veröffentlichten Spiele von 1976 waren jedoch nicht erfolgreich. Der Durchbruch gelang 1977 mit dem ersten Vektor-Spiel Space Wars, das auf Spacewar! basiert.
Ab 1983 folgte die Dragon’s-Lair-Serie mit der neuen Laserdisc-Technologie, welche ebenfalls sehr erfolgreich war. Hierbei handelt es sich um einen interaktiven Zeichentrickfilm mit bisher unerreichter Grafikqualität.
Gegen 1984 wurden auch Spiele mit Rastergrafik entwickelt, die aber weniger erfolgreich waren. Nach der goldenen Ära der Arcade-Spiele wurde das Unternehmen etwa 1987 von Tradewest übernommen und in Leland Corporation umbenannt. 1994 wurde Tradewest seinerseits von Williams Electronics Games gekauft.
1994 wurde die Firma Cinematronics, LLC gegründet, die jedoch nichts mit dem ursprünglichen Unternehmen zu tun hatte. Dieses wurde später von Maxis und danach von Electronic Arts übernommen.

## Weitere Software
Neben der Entwicklung von Arcade-Spielen produzierte Cinematronics in den 1990er Jahren auch Dienstprogramme. Eines davon war das proprietäre Dateikomprimierungsprogramm Quantum. Die Software bestand aus einem 32-Bit-DOS-Kompressor (PAQ.EXE), einem DOS-Dekompressor (UNPAQ.EXE) sowie einem schnelleren Dekompressor für Windows (QWIN.EXE).
Quantum war auf eine möglichst hohe Komprimierungsrate ausgelegt, wobei längere Verarbeitungszeiten in Kauf genommen wurden. Es unterstützte Mehrfacharchivierung (z. B. über mehrere Disketten), Pfadspeicherung, Dateikommentare und selektive Extraktion über die grafische Oberfläche. Die generierten Dateien hatten üblicherweise die Dateiendung .q und wurden über das offizielle Cinematronics-BBS in Austin, Texas verbreitet.
Obwohl Quantum nie die Verbreitung von Formaten wie ZIP oder RAR erreichte, wurde es von einigen MS-DOS- und Windows-Anwendern intensiv genutzt. Heute gilt die Software als Abandonware. Der spanische Informatiker David Carrero konnte im Jahr 2025 einige mit Quantum komprimierte Dateien aus den 1990er Jahren mithilfe einer erhaltenen Kopie des Originalprogramms erfolgreich wiederherstellen.

## Spiele
- Alley Master (1988)
- Armor Attack (1980)
- Baseball The Season II (1987)
- Boxing Bugs (1981)
- Brix (1983)
- Cerberus (1985)
- Cosmic Chasm (1983)
- Danger Zone (1986)
- Double Play: Super Baseball Home Run Derby (1987)
- Dragon’s Lair (1983)
- Embargo (1977)
- Express Delivery (1984)
- Flipper Ball (1976)
- Freeze (1982)
- Hovercraft (1983)
- Jack the Giantkiller (1982)
- Mayhem 2002 (1985)
- Power Play (1985)
- Redline Racer (1986)
- Rip Off (1980)
- Solar Quest (1981)
- Space Ace (1984)
- Space Wars (1977)
- Star Castle (1980)
- Starhawk (1977)
- Sundance (1979)
- Tail Gunner (1979)
- Tailgunner II 1980 lizenziert von Exidy.
- Warrior
- War of the Worlds (1982)
- World Series - The Season (1985)
- World Series Baseball (1984)
- Zzyzzyxx (1982)